# Patrouille Suisse
 (juin 2025).
Si vous disposez d'ouvrages ou d'articles de référence ou si vous connaissez des sites web de qualité traitant du thème abordé ici, merci de compléter l'article en donnant les références utiles à sa vérifiabilité et en les liant à la section « Notes et références ».
 (juin 2025).
 (juin 2025).
La Patrouille Suisse est la patrouille acrobatique officielle des Forces aériennes suisses. Ambassadeur de prestige, la patrouille fait des démonstrations aériennes en Suisse et à l'étranger.

## Histoire

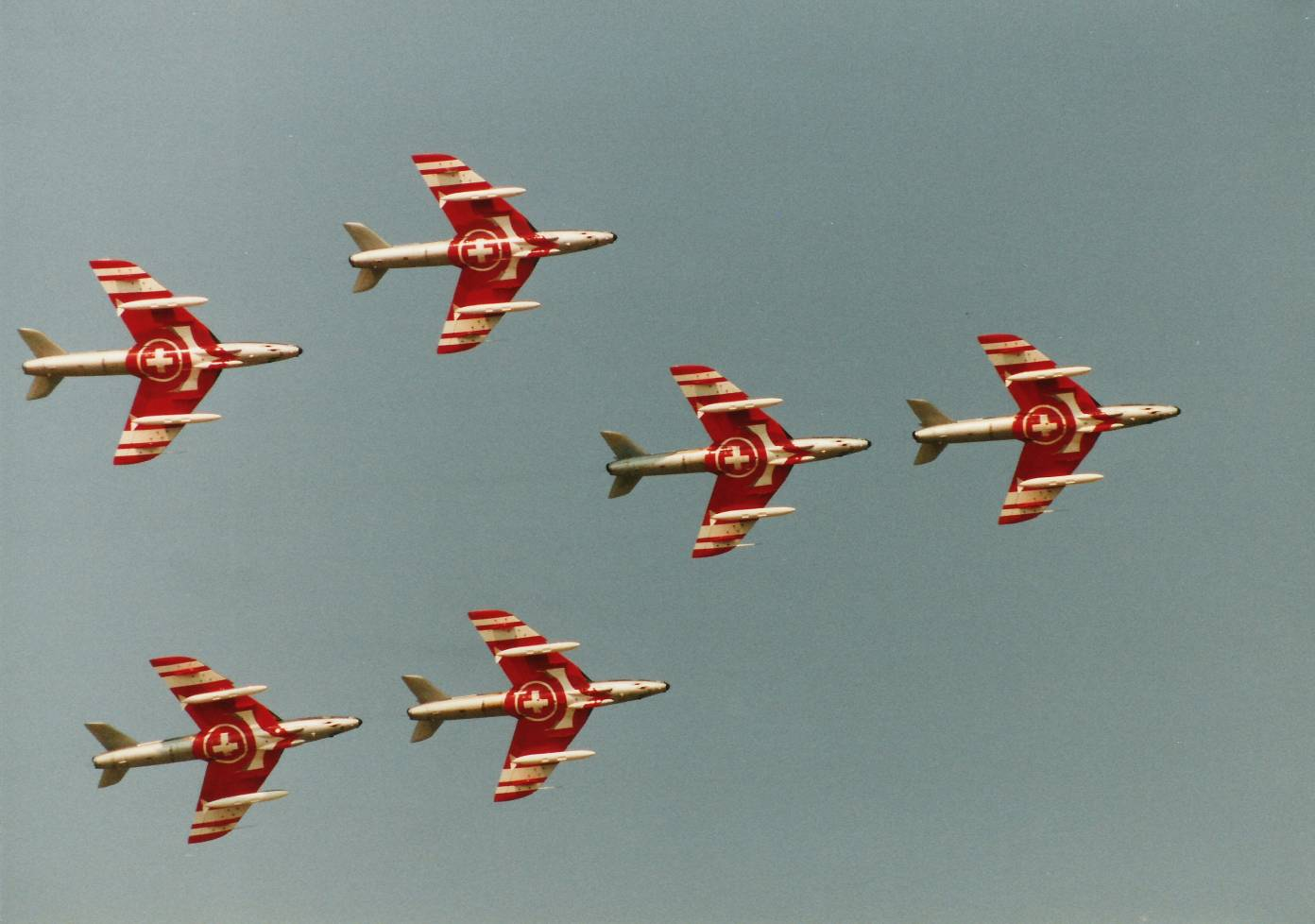
La Patrouille Suisse sur Hawker Hunter en 1991 à Payerne

Créée le 22 août 1964 pour l'exposition nationale, la Patrouille Suisse était initialement équipée de quatre Hawker Hunter Mk. 58.
Après 30 ans de fidélité à cet appareil britannique, la formation entre en 1994 dans une nouvelle dimension aéronautique avec un successeur plus rapide et plus maniable, le chasseur américain F-5 E Tiger II. Les pilotes ont parfaitement su maîtriser la transition en 1995. Les avions, dorénavant revêtus d'une livrée rouge et blanche, continuent à soulever un vif enthousiasme des foules en Suisse et à l'étranger. La première saison des F-5 s'est terminée en apothéose avec deux présentations à l'Axalp (de), à l'occasion des démonstrations de tir. La formation actuelle se compose de six avions. Le conseil fédéral a annoncé que la Patrouille Suisse devra continuer son activité sur F/A-18 au retrait des Tiger.

## Team
| Indicatif     | Position          | Nom                                  |
| ------------- | ----------------- | ------------------------------------ |
| Tiger Zero    | Commandant        | Lt. Col Nils Hämmerli „Jamie“        |
| Tiger Uno     | Meneur            | Cne Gunnar Jansen „Gandalf“          |
| Tiger Due     | Aile droite       | Cne Claudius Meier „Mac“             |
| Tiger Tre     | Aile gauche       | Cne David Pereira „Pepe“             |
| Tiger Quattro | Charognard        | Cne Martin Schär „Jaydee“            |
| Tiger Cinque  | Second Solo       | Cne Lukas Nannini „Bigfoot“          |
| Tiger Sexi    | Premier Solo      | Cne Michael Duft „Püpi“              |
| Tiger Sette   | Pilote de réserve |                                      |
| Tiger Otto    | Orateur           | Lt. Col Christian Trottmann „Trotti“ |
| Tiger Nove    | Orateur           | Cne Jody Bolomey „Jody“              |

## Aéronefs de la Patrouille Suisse
- F-5 E Tiger II : J-3081, J-3083, J-3084, J-3085, J-3086, J-3087 et J-3089
- Pilatus PC-6 : Transport léger V-622 "Felix"

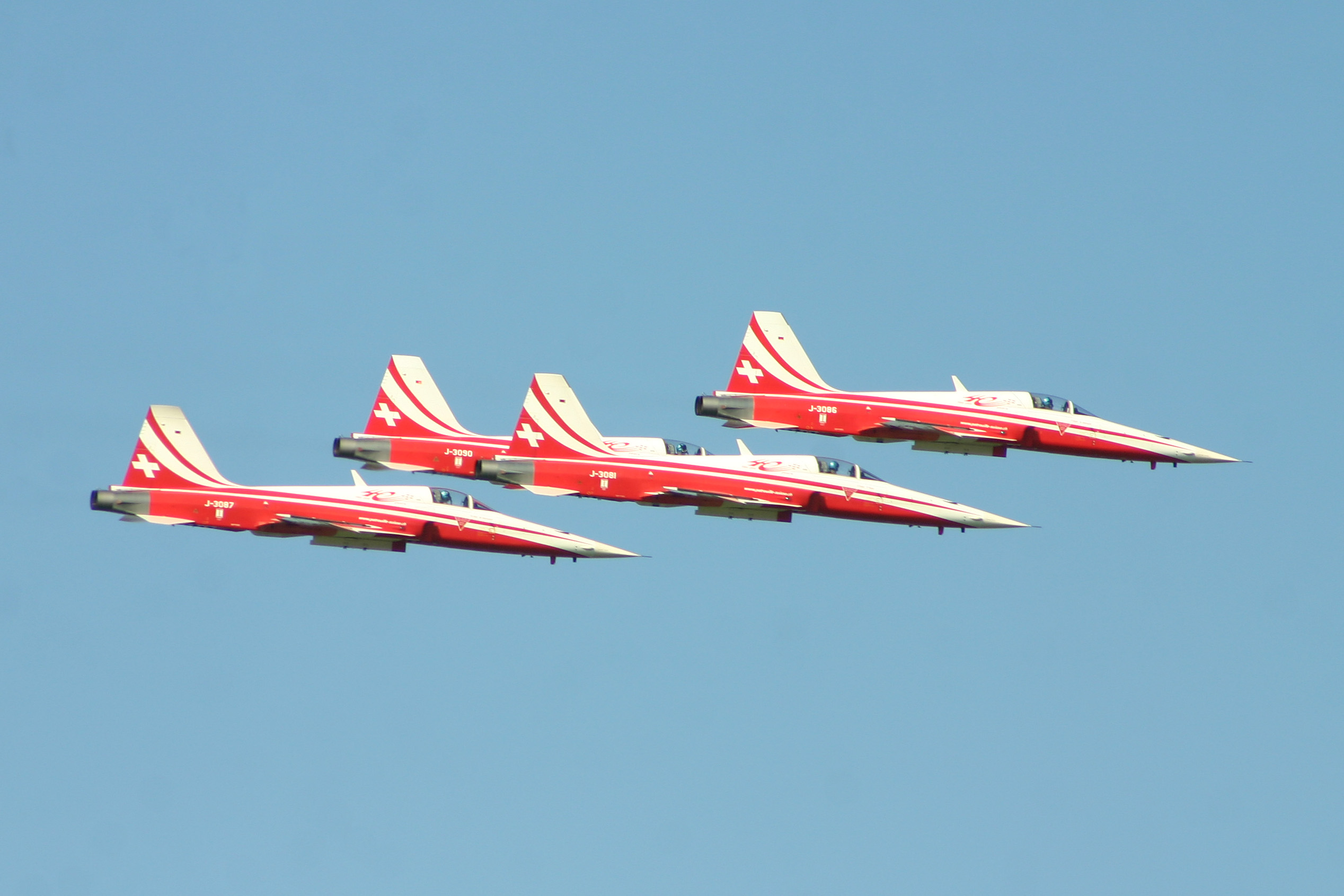
Air 04, Payerne, Suisse
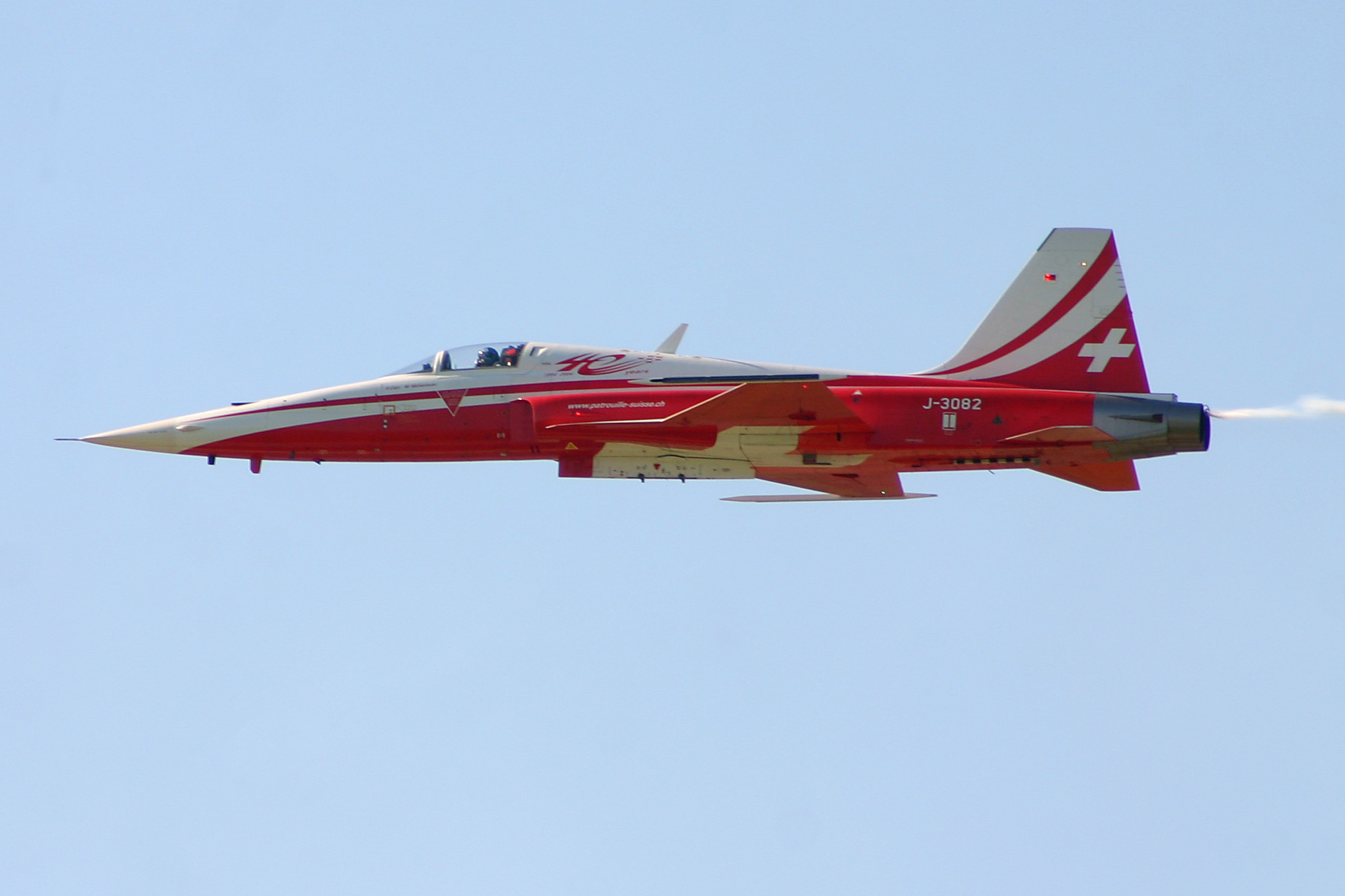
Air 04, Payerne, Suisse
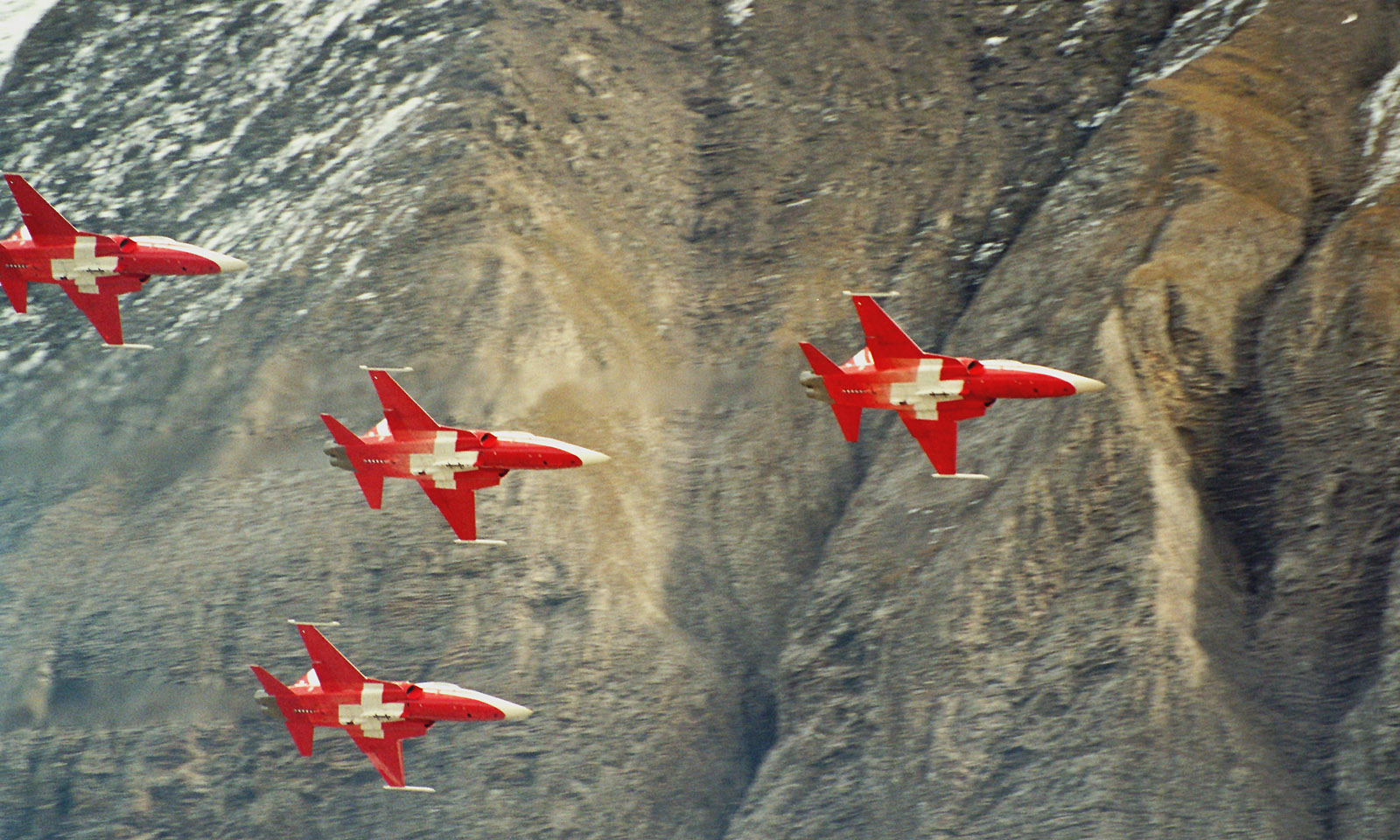
Vol de la patrouille suisse à l'Axalp (de)
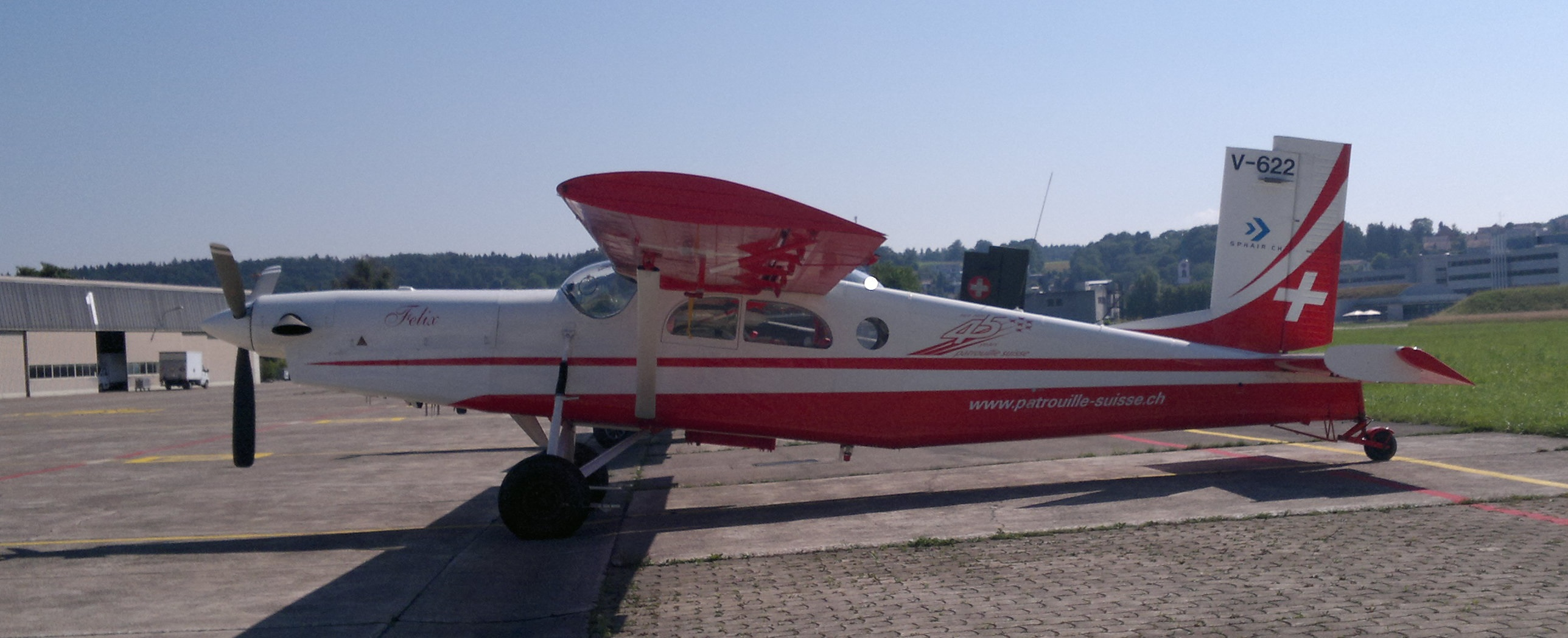
PC-6 V-622 "Felix"
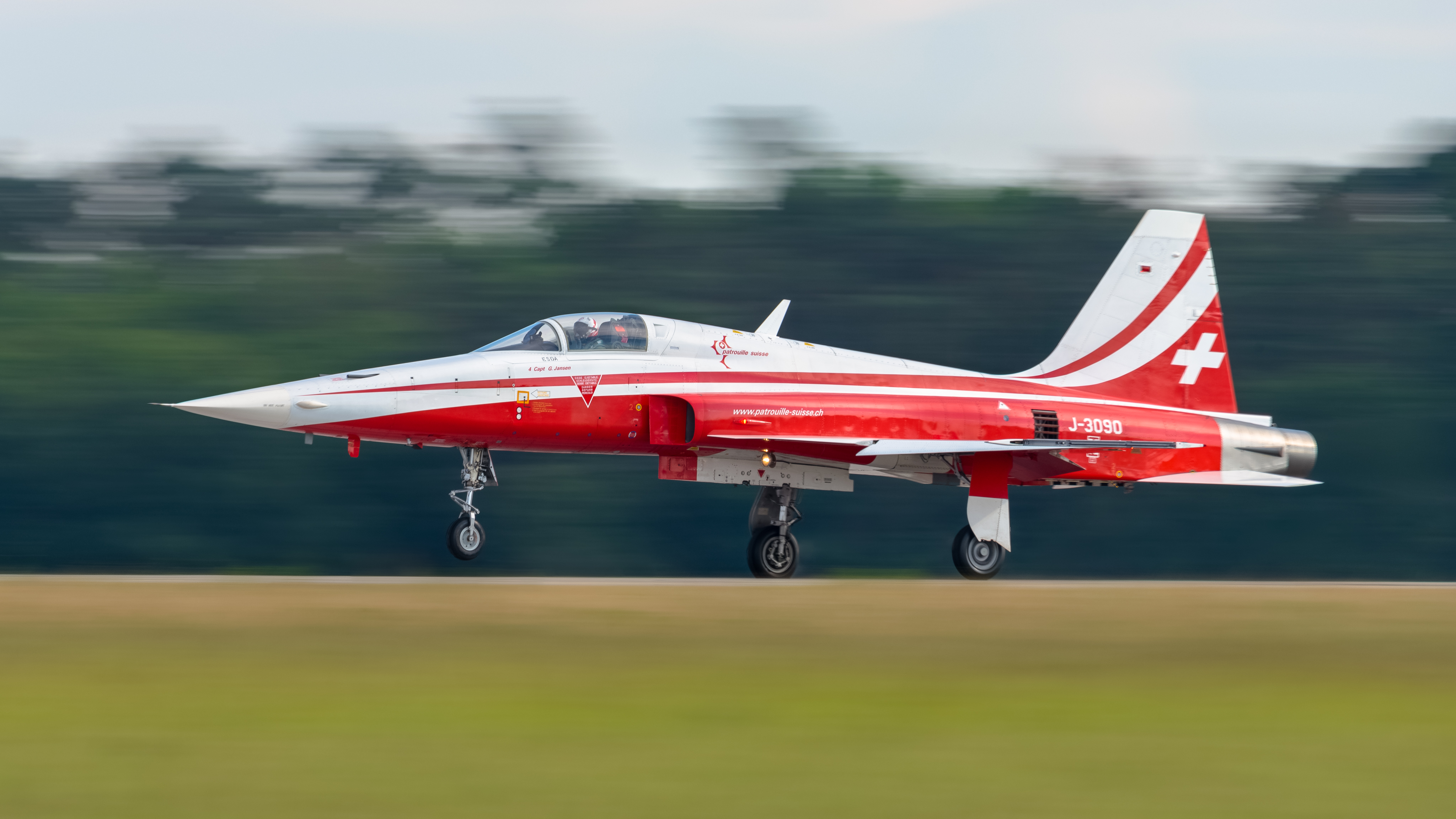
Northrop F-5E Tiger II au Salon aéronautique international de Berlin 2016